# Rhododendron vernicosum
Rhododendron vernicosum är en ljungväxtart som beskrevs av Adrien René Franchet. Rhododendron vernicosum ingår i släktet rododendron, och familjen ljungväxter. Inga underarter finns listade i Catalogue of Life.

## Bildgalleri

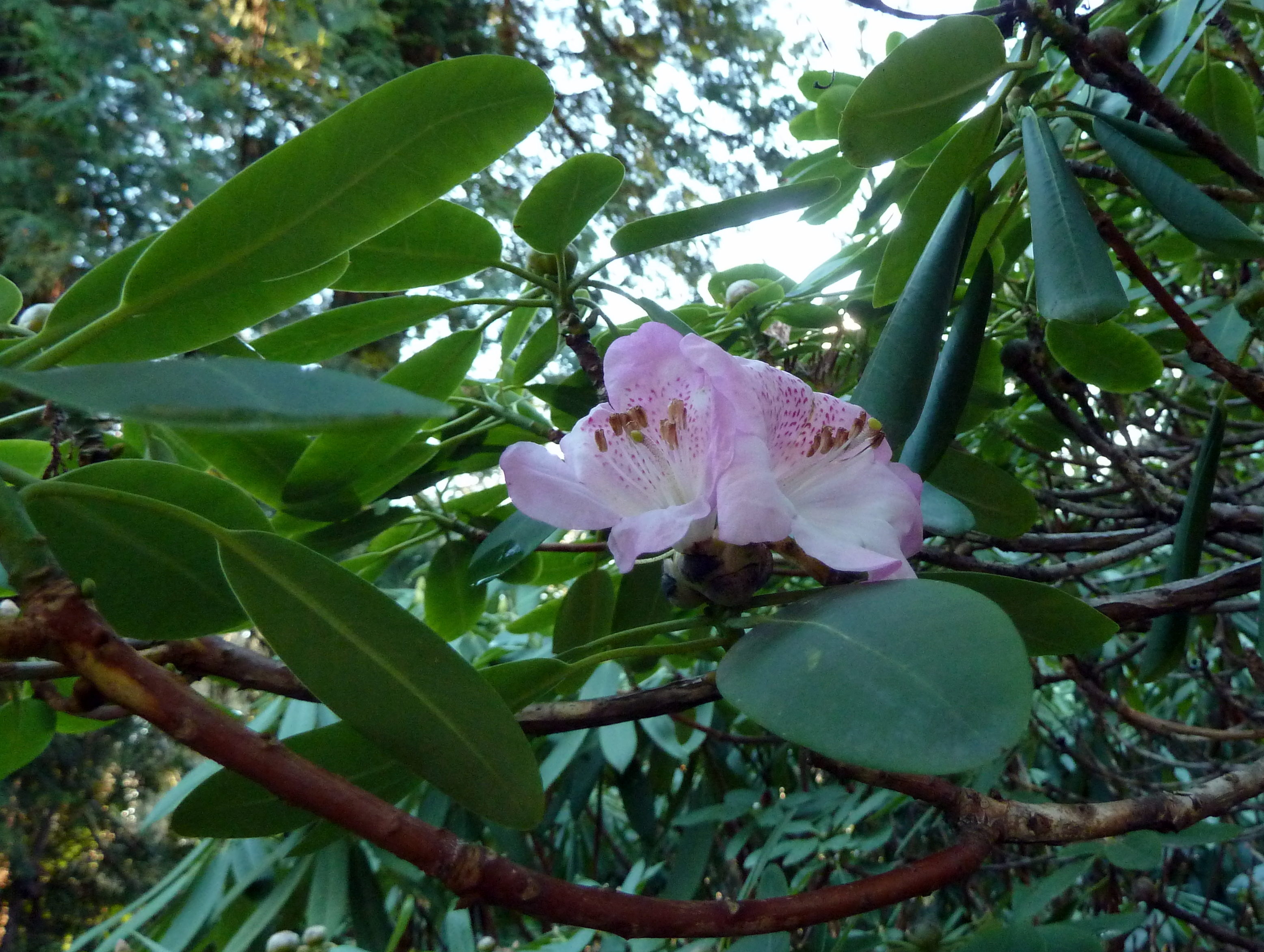